# Paraephydra freitasi
Paraephydra freitasi är en tvåvingeart som först beskrevs av Oliveira 1954.  Paraephydra freitasi ingår i släktet Paraephydra och familjen vattenflugor. Inga underarter finns listade i Catalogue of Life.